# Olympische Sommerspiele 2004/Teilnehmer (Swasiland)
| Gelbes Symbol für Goldmedaillen mit stilisierten Olympischen Ringen | Graues Symbol für Silbermedaillen mit stilisierten Olympischen Ringen | Braundes Symbol für Bronzemedaillen mit stilisierten Olympischen Ringen |
| ------------------------------------------------------------------- | --------------------------------------------------------------------- | ----------------------------------------------------------------------- |
| —                                                                   | —                                                                     | —                                                                       |

Swasiland nahm an den Olympischen Sommerspielen 2004 in der griechischen Hauptstadt Athen mit drei Sportlern, einer Frau und zwei Männern, teil.

## Teilnehmer nach Sportarten

### Leichtathletik
- Mphelave Dlamini
200 Meter Männer: Vorläufe

- Gcinile Moyane
200 Meter Frauen: Vorläufe

### Schwimmen
- Wickus Nienaber
100 Meter Brust Männer: Vorläufe